# 兰屿斑叶兰
兰屿斑叶兰（学名：Goodyera yamiana）为兰科斑叶兰属下的一个种。

## 扩展阅读
- 維基物種上的相關：兰屿斑叶兰